# 유비퀴틴
유비퀴틴(영어: ubiquitin)은 76개의 아미노산으로 구성되어 있는 단백질이다. 처음에 알려진 기능은, 유비퀴틴이 다른 단백질에 결합함으로써 단백질의 분해를 촉진하는 것이었다. 그러나 최근들어 유비퀴틴의 다른 기능들이 속속 밝혀지고 있다.
유비퀴틴은 세 종류의 단백질, 즉 E1, E2, 그리고 E3의 순차적인 작용에 의해 기질에 결합하게 된다. 유비퀴틴의 C쪽 말단 도메인에 있는 글리신이 기질 단백질의 라이신의 R기에 있는 NH3에 결합함으로써 기질과 공유결합을 형성하게 된다. 일반적으로 유비퀴틴이 붙은 단백질은 프로테아좀에 의해 분해가 된다. 이 때, 프로테아좀에 의해 분해가 되기 위해서는 유비퀴틴이 여러 개가 붙은 폴리유비퀴틴이 기질에 붙어야 한다. 현재까지는 적어도 4개의 유비퀴틴이 결합한 폴리유비퀴틴이 기질에 붙을때만 기질의 프로테아좀 의존적인 분해가 일어난다. 그러나 이것은 in vitro 실험에서 나온 것이기 때문에 논란의 여지는 있다. 프로테아좀 의존적인 분해를 일으키는 폴리유비퀴틴결합은, 유비퀴틴의 48번째 라이신에 다른 유비퀴틴이 결합하는 형태이다.
E1 효소는 개체 내에 한 종류만이 존재하고, 개수가 가장 많다. E2는 여러 종류가 존재하고, 일반적으로 유비퀴틴을 E1에서 E3 또는 기질로 전달해주는 역할을 한다. E3는 E3 ligase 효소라고도 하며, 유비퀴틴을 기질에 붙게 하는 마지막 단계의 효소이다. E3가 유비퀴티네이션이 될 기질의 특이성을 결정하게 된다. 즉, 주어진 E3 효소와 상호작용할 수 있는 기질은 특이적으로 결정되어 있다. E3 효소는 크게 2가지 형태로 나눌 수 있다. RING 도메인을 갖는 것과 HECT 도메인을 갖는 것이 그것이다. RING 도메인을 갖는 E3 효소들은 E2와 기질이 서로 가깝게 위치하도록 도와주는 역할을 한다. 즉, E2와 기질 두 물질이 E3와 결합을 하면, E2에 있는 유비퀴틴과 기질 사이에 충분히 가까운 거리가 형성되고 이때 화학적으로 E2에 있던 유비퀴틴이 기질로 이동을 하게 된다. 반면 HECT 도메인을 갖고 있는 E3 효소에 속하는 것들은, E2에서 유비퀴틴을 전달받은 후, 이것을 기질로 이동을 시키게 된다.
유비퀴틴의 63번째 라이신을 통한 폴리유비퀴틴 사슬은 신호 전달에 관여하는 것으로 알려져 있다. 대표적인 것으로는 염증 반응을 유발하는 NF-κB의 활성화가 있다.
이 뿐만 아니라, 세포막의 내포작용(endocytosis)에는 유비퀴틴 한 분자가 붙어 관여하는 것이 알려져 있고, 전사가 일어나는 과정에 DNA의 올바른 전사를 결정하는 TCR, 즉 transcription coupled repair에도 유비퀴틴이 관여하는 것으로 알려져 있다.

## 식별자
이러한 맥락에서 유비퀴틴의 중첩표지는 단백질의 오류 즉 반감기를 지난 단백질로 폐기가 필요한 단백질, 손상으로인해 불안정해서 분해가 필요한 단백질등을 표지하는 식별자 역할을 담당하는 것으로 단백질을 분해해서 아미노산 수준의 안정화를 담당하는 프로테아좀(proteasome)과의 기능적 연관을 예상할 수 있다.

## 유비퀴틴-프로테아솜계
유비퀴틴-프로테아솜계(ubiquitin-proteasome系)는 모든 세포의 세포질에서 원하지 않는 단백질을 확인하고 분해하는 여러 성분 계통이다. 세포의 성장과 분화, DNA 복제와 복구, 세포 자멸사 및 스트레스와 면역 반응에 관여한다.

## 노벨상
아론 시차노버(Aaron Ciechanover),아브람 허쉬코(Avram Hershko),어윈 로즈(Irwin Rose) 공동3인은 '유비퀴틴-매개 단백질 분해의 발견'으로 2004년 화학부문에서 노벨상을 수상하였다.

## 같이 보기
- 유비퀴논
- 유비퀴틴 활성화 효소